# カメラブ
GOOPASS（英称：GOOPASS , Inc.）は、カメラやレンズなど撮影機材のサブスクリプションサービス『GOOPASS（ブランド名）』を展開する日本の企業。旧商号はカメラブ。
GOOPASSの他、ビックカメラと提携した『テイクアウトレンタル』、撮影スキルをeラーニングで配信する『GOOPASS GO』などのサービスを提供。

## 概要
2017年4月10日に高坂勲（現：代表取締役）により設立する。2018年11月5日にGOOPASSを開始する。

## 沿革
2017年4月 東京都渋谷区神宮前においてカメラブ株式会社を設立
2017年8月 求人・医療メディア制作受託事業を開始
2018年3月 東京都渋谷区神南1-10-6 に本社移転
2018年11月 カメラレンタルのサブスクリプションサービス「GooPass 」を提供開始
2019年6月 NVCC 、新生銀行、昭和リースらを引受先としたシリーズA ラウンドの第三者割当増資を実施
2020年9月 ビックカメラと業務提携契約を締結
2021年7月 体験のサブスクリプションサービス「GooPass PRIME 」を提供開始
2021年12月 「GooPass× 地域創生」プロジェクトにて北海道上川町と提携
2022年1月 シリーズB ラウンドの第三者割当増資を実施
2022年1月 プロバスケットボールクラブ「横浜エクセレンス」とのパートナー連携
2022年3月 「GooPass PRIME 」を「GOOPASS GO 」としてリニューアル 
2022年4月 東京都渋谷区神宮前2-34-17 に本社移転
2023年1月 シリーズC ラウンドの第三者割当増資を実施
2023年3月 GOOPASS株式会社へ商号変更

## サービスの特徴

### GOOPASS（カメラのサブスク）
撮影機材に特化したレンタルサービス。サブスクリプション形式で最新のミラーレス一眼カメラからプロ向けのフラッグシップ機、GoProなどアクションカメラやドローンなど約2,500種類以上の撮影機材（アクセサリーを含む）を取り扱っている。
ランク1から10の月額利用料金に応じてレンタル機材が異なる。

### GOOPASS GO（体験のサブスク）
「おすすめ体験」と「学びと実践」の2つカテゴリーで構成されるサブスクリプションサービス。

#### おすすめ体験
日本全国に点在する撮影スポット近くの宿泊施設やツアーがお得に利用できるサービス。

#### 学びと実践
撮影スキル・撮影ノウハウが学べるカメラを始めたての初級者向けeラーニング動画サービス。

### テイクアウトレンタル
大手家電量販店・ビックカメラの一部店舗で提供しているGOOPASSの派生サービス。店頭で気になった機材をそのまま自宅へ持ち帰って、レンタル期間中に購入を検討できるR2O方式のレンタルサービス。

## 運営メディア

### GOOPASS MAGAZINE
撮影機材の紹介記事・撮影ノウハウ記事などを中心とした、ガジェット系Webメディア。

### GOOPASS TRAVEL MAGAZINE
日本全国のオススメ撮影スポット・撮影名所など、『旅・ローカル×カメラ』をテーマにしたWebメディア。

### GOOPASS ANIMAL MAGAZINE
『動物×カメラ』をテーマにしたWebメディア。

### GOOPASS SPORTS MAGAZINE
『スポーツ×カメラ』をテーマにしたWebメディア。

### MARSH（マーシュ）
写真家・フォトグラファー・クリエイターによる連載フォトコラムを中心としたWebメディア。相澤義和・別所隆弘・髙木美佑・花盛友里などが連載している。

## 加盟団体
社)日本サブスクリプションビジネス振興会
JUIDA / 社)日本UAS産業振興協議会
地方創生SDGs官民連携プラットフォーム

## パートナー連携

### ビックカメラ
ビックカメラの店舗にて撮影機材の一部を自宅に持ち帰って購入を検討できるサービス『テイクアウトレンタル』を提供。

### 横浜エクセレンス
国内バスケットボールリーグ・B3リーグに所属するプロバスケットボールチーム。パートナーとしてスポンサードしている。

## メディア掲載実績、受賞歴
「日本サブスクリプションビジネス大賞2019」さくらインターネット賞